# جاکومو پیکاردو
جاکومو پیکاردو (انگلیسی: Giacomo Piccardo؛ زادهٔ ۱۱ ژوئیهٔ ۱۹۹۹) بازیکن فوتبال است.